# F.E.A.R. (серія)
F.E.A.R. — серія відеоігор жанру психологічних жахів-шутерів від першої особи, розроблена Monolith Productions. Серія в даний час складається з трьох основних ігор: F.E.A.R., FEAR 2: Project Origin і F.E.A.R. 3. Серія відома своїм головним антагоністом на ім'я Альма Вейд.

## Резюме ігор
Сюжет гри в основному обертається навколо вигаданого підрозділу F.E.A.R. (First Encounter Assault Recon), що покликаний боротися з паранормальною сутністю Альма Вейд, молодою дівчиною, яка була піддослідною в Armacham Technology Corporation і тепер жадає помсти. В першій і третій ігрі ігровий процес відбувається за мовчазного героя, члена F.E.A.R. В Другій грі, протагоністом виступає Майкл Беккет, член Delta Force. Кожна гра має різні цілі, але подібний сюжет.

## СеріяF.E.A.R.
- F.E.A.R. — 18 Жовтня 2005
  - F.E.A.R. Extraction Point — 24 Жовтня 2006
  - F.E.A.R. Perseus Mandate — 6 Листопада 2007
  - F.E.A.R. Files — 6 Листопада 2007
- FEAR 2: Project Origin — 10 Лютого 2009
  - F.E.A.R. 2: Reborn — 29 Липня 2009
- F.E.A.R. 3 — 21 Червня 2011